# Puchar Miast Targowych (1960/1961)
III Puchar Miast Targowych 1960/1961

(ang. Inter-Cities Fairs Cup)

## 1/8 finału
| Union Saint-Gilloise – AS Roma 0:0 i 1:4 1 04.10 1960 2 01.11 1960 0:1 Luigi Giuliano 6, 0:2 Giampaolo Menichelli 21, 0:3 Pedro Valdemar Manfredini 39, 0:4 Francisco Lojacono 76, 1:4 Henri Dirickx 81k |
| Olympique Lyon – Kolonia XI 1:3 i 2:1 1 12.10 1960 1:0 Bernard Roubaud 4k, 1:1 Christian Müller 55, 1:2 Carl Heinz Rühl 70, 1:3 Bernhard Schwier 76 2 19.10 1960 0:1 Johannes Sturm 20, 1:1 Lucien Gardon 67, 2:1 Eugene N’jo-Lea 80 |
| Zagrzeb XI – FC Barcelona 1:1 i 3:4 1 12.10 1960 0:1 Ramon Villaverde 25, 1:1 Enrique Gensana 61s 2 19.10 1960 1:0 Stjepan Lamza 18, 2:0 Vladimir Marković 27, 2:1 Luis Suárez 38, 2:2 Eulogio Martinez 53, 2:3 Enrique Gensana 65, 2:4 Zoltan Czibor 70, 3:4 Ilijas Pasić 83 |
| Lausanne Sports – Hibernian F.C. 0:2vo klub Lausanne Sports wycofał się przed pierwszym meczem |
| Inter Mediolan – Hannover 96 8:2 i 6:1 1 13.09 1960 1:0 Mauro Bicicli 21, 1:1 Alfred Heiser 49, 2:1 Franco Zaglio 55, 2:2 Heinz Fischer 61, 3:2 Bengt Lindskog 63k, 4:2 Mario Corso 70, 5:2 Bengt Lindskog 73, 6:2 Mario Corso 76, 7:2 Eddie Firmani 79, 8:2 Antonio Angelillo 90 2 05.10 1960 0:1 Alfred Heiser 4, 1:1 Antonio Angelillo 25, 2:1 Mario Corso 40, 3:1 Bengt Lindskog 55, 4:1 Remo Bicchierai 75, 5:1 Hubert Wieczorek 77s, 6:1 Eddie Firmani 85 |
| Lipsk XI – Belgrad XI 5:2 i 1:4, dod. 0:2 1 11.09 1960 1:0 Klaus Heydenreich 29, 1:1 Zlatko Kovačević 33, 2:1 Henning Frenzel 34, 3:1 Klaus Heydenreich 38, 3:2 Branislav Mihajlović 73, 4:2 Rudolf Krause 76, 5:2 Rainer Trolitzsch 87 2 19.10 1960 0:1 Lazar Tasić 12, 1:1 Werner Stiller 24, 1:2 Branislav Mihajlović 60, 1:3 Zoran Prljinčević 73k, 1:4 Branislav Mihajlović 90 3 09.11 1960 0:1 Josif Skoblar 10, 0:2 Bora Kostić 49 (mecz w Budapeszcie)  |
| Kjøbenhavns Boldklub – Bazylea XI 8:1 i 3:3 1 19.10 1960 1:0 Vagn Petersen 18, 1:1 Josef Hügi II 34, 2:1 Vagn Petersen 44, 3:1 Eyvind Clausen 62, 4:1 Vagn Petersen 66, 5:1 Jørn Sørensen 72, 6:1 Jørn Sørensen 76, 7:1 Ole Sørensen 80, 8:1 Jørn Sørensen 86 2 26.10 1960 Jørgen Ravn (2), Ole Sørensen – Josef Hügi II, Werner Kirchhofer, Gerhard Siedl |
| Birmingham City – Újpest 3:2 i 2:1 1 16.10 1960 0:1 Janos Göröcs 15, 1:1 John Gordon 29, 1:2 Janos Göröcs 49, 2:2 Gordon Astall 62, 3:2 John Gordon 83 2 26.10 1960 0:1 Ferenc Szusza 63, 1:1 William Rudd 87, 2:1 James Singer 90 |

## 1/4 finału
| Kolonia XI – AS Roma 0:2 i 2:0, dod. 1:4 1 18.01 1961 0:1 Pedro Valdemar Manfredini 7, 0:2 Georg Stollenwerk 75s 2 08.02 1961 1:0 Willibert Kremer 58, 2:0 Karl-Heinz Schnellinger 82 3 01.03 1961 1:0 Pedro Valdemar Manfredini 42, 2:0 Francisco Lojacono 60, 3:0 Pedro Valdemar Manfredini 70, 4:0 Paolo Pestrin 71, 4:1 Christian Müller 84 (mecz w Rzymie)                   |
| FC Barcelona – Hibernian F.C. 4:4 i 2:3 1 27.12 1960 0:1 Joseph Baker 7, 0:2 John MacLeod 18, 1:2 Sandor Kocsis 36, 2:2 Sandor Kocsis 53, 2:3 Thomas Preston 72, 2:4 Joseph Baker 74, 3:4 Sandor Kocsis 83, 4:4 Juan de Macedo Filho „Evaristo” 89 2 22.02 1961 0:1 Joseph Baker 10, 1:1 Eulogio Martinez 29, 2:1 Sandor Kocsis 44, 2:2 Thomas Preston 74, 2:3 Robert Kinloch 85k |
| Inter Mediolan – Belgrad XI 5:0 i 0:1 1 01.03 1961 1:0 Egidio Morbello 8, 2:0 Mauro Bicicli 51, 3:0 Eddie Firmani 73, 4:0 Mauro Bicicli 77, 5:0 Eddie Firmani 89 2 08.03 1961 0:1 Josif Skoblar 54 |
| Kjøbenhavns Boldklub – Birmingham City 4:4 i 0:5 1 23.11 1960 1:0 Jørgen Ravn 34, 1:1 John Gordon 36, 1:2 James Singer 49, 1:3 John Gordon 57, 1:4 James Singer 61, 2:4 Eyvind Clausen 65, 3:4 Eyvind Clausen 79, 4:4 Jens Torstensen 84 2 07.12 1960 0:1 Robin Stubbs 4, 0:2 James Harris 48, 0:3 Mike Hellawell 50, 0:4 James Bloomfield 53, 0:5 Robin Stubbs 67                |

## 1/2 finału
| Hibernian F.C. – AS Roma 2:2 i 3:3, dod. 0:6 1 19.04 1961 0:1 Francisco Lojacono 17, 1:1 Alfio Fontana 46s, 1:2 Francisco Lojacono 60, 2:2 John MacLeod 81 2 26.04 1961 0:1 Pedro Valdemar Manfredini 26, 1:1 Robert Kinloch 31, 1:2 Pedro Valdemar Manfredini 60, 2:2 Robert Kinloch 64, 2:3 Francisco Lojacono 72, 3:3 Joseph Baker 81 3 27.05 1961 0:1 Pedro Valdemar Manfredini 1, 0:2 Pedro Valdemar Manfredini 9, 0:3 Pedro Valdemar Manfredini 35, 0:4 Pedro Valdemar Manfredini 57, 0:5 Giampaolo Menichelli 69, 0:6 Arne Selmonsson 72 (mecz w Rzymie) |
| Inter Mediolan – Birmingham City 1:2 i 1:2 1 19.04 1961 0:1 James Harris 12, 0:2 Costanza Balleri 41s, 1:2 Eddie Firmani 67 2 03.05 1961 0:1 James Harris 4, 0:2 James Harris 62, 1:2 Enea Masiero 66 |

## Finał
| Birmingham City – AS Roma 2:2 i 0:2 |
| 27 września 1961 Birmingham St Andrews Stadium (21 000) Birmingham City – AS Roma 2:2 (0:1) Sędzia: Robert Holley Davidson (Szkocja) Bramki: 0:1 Pedro Valdemar Manfredini 30, 0:2 Pedro Valdemar Manfredini 56, 1:2 Mike Hellawell 78, 2:2 Bryan Orritt 85 Birmingham City Football Club (trener Gilbert Harold Merrick): John Schofield – Brian Farmer, Graham Sissons, Terrence Hennessey, Winston Foster, Malcolm Beard, Mike Hellawell, James Bloomfield (kapitan), James Harris, Bryan Orritt, Bertie Auld Associazione Sportiva Roma (trener Luis Carniglia): Fabio Cudicini – Alfio Fontana, Giulio Corsini, Luigi Guiliano, Giacomo Losi (kapitan), Sergio Carpanesi, Alberto Orlando, Dino da Costa, Pedro Manfredini, Antonio Angelillo, Giampaolo Menichelli |
| 11 października 1961 Rzym Stadio Olimpico (Rzym) (60 000) AS Roma – Birmingham City 2:0 (0:0) Sędzia: Pierre Schwinte (Francja) Bramki: 1:0 Brian Farmer 56s, 2:0 Paolo Pestrin 90 Associazione Sportiva Roma (trener Luis Carniglia): Fabio Cudicini – Alfio Fontana, Giulio Corsini, Paolo Pestrin, Giacomo Losi (kapitan), Sergio Carpanesi, Alberto Orlando, Francisco Lojacono, Pedro Manfredini, Antonio Angelillo, Giampaolo Menichelli Birmingham City Football Club (trener Gilbert Harold Merrick): John Schofield – Brian Farmers, Graham Sissons, Terrence Hennessey, Trevor Smith (kapitan), Malcolm Beard, Mike Hellawell, James Bloomfield, James Harris, Bryan Orritt, James Singer                                                                      |